# Alfonso Font
Alfonso Font (Barcellona, 28 agosto 1946) è un fumettista spagnolo; ha pubblicato sulle più note riviste europee di fumetti.

## Biografia
Negli anni sessanta iniziò a lavorare come apprendista nello studio della casa editrice Editorial Brugnera, realizzando prima illustrazioni e poi esordendo come fumettista disegnando storie a fumetti di vario genere per il mercato estero collaborando con l'agenzia Selecciones Illustradas. In questo periodo pubblica anche alcune storie a fumetti sulla rivista Hazanas del Oeste e, alcune di queste, verranno poi pubblicate anche in Francia su Flèche noire dalle edizioni Aredit. Negli anni settanta collabora con l'editore inglese Fleetway realizzando serie di genere bellico come Black Max, oltre a fumetti horror pubblicati negli Stati Uniti da Warren e Skywald.
Nel 1974 pubblica in Spagna la serie Geminis con lo scrittore C. Echevarria e che verrà pubblicata anche in Francia su Maroufe, e, trasferitosi nel 1975 a Parigi, realizza per la rivista francese Pif Gadget con lo sceneggiatore Patrick Cothias la serie Sandberg, pére et fils (1975-1977) e, conSolet, la serie "Les Dossiers Mystère" (1978); segue poi I Robinson della terra (Les Robinsons de la Terre, 1979-1982) scritta da Roger Lecureux, serie che verrà pubblicato anche in Italia sulla rivista Più e che continuerà a realizzare per diversi anni, anche dopo il suo ritorno a Barcellona. Pubblica fra il 1976 e il 1977 anche sulla rivista Scoop con due storie in collaborazione con Jean-Michel Charlier, su Tousse Bourin con "Foutu Job" sempre con Cothias (1976) e su Super-As la serie "Les Compagnons d'Atlantis" (1980) con Víctor Mora.
Dalla fine degli anni settanta realizza le serie Le storie nere e i Racconti del futuro imperfetto, pubblicate in patria e all'estero e ritenute alcuni dei suoi capolavori; ritornò in Spagna all'inizio degli anni ottanta dove, con Víctor Mora, realizzò le serie "Sylvestre" e "Tequila Bang" pubblicate su La Calle; su Cimoc pubblicò la serie Frederico Mendelsshon Bartholdy e varie storie brevi per la rivista 1984. nei primi anni ottanta idea i personaggi di Clarke e Kubrick, protagonisti della serie Clarke & Kubrick Spazialisti ltd (1982) pubblicata su Rambla e Cimoc; seguiranno altre serie come Carmen Bond per À Tope. Collaborò per un decennio con la rivista Cimoc pubblicando le serie "El Prisionero de las Estrellas", "Jann Polynésia" e "Jon Rohner", personaggio questo che è l'evoluzione del precedente Jann Polynésia. Per la rivista Circus della Glénat ha realizzato con Cothias "Alise et les Argonautes" (1986 - 1987). Nel 1987 realizza la serie "Elle s'appelle Taxi" pubblicata in Francia su Pilote e su Charlie Mensuel e in Italia sulla rivista Comic Art intitolata Il labirinto del drago. In Italia, sulla rivista l'Eternauta, pubblica nel 1988 Alice e gli argonauti.
Negli anni novanta ha realizzato nuove serie come "Negras Tormentas" con Juan Antonio De Blas pubblicata su Viñetas, e "Privado" e "Bri d'Alban" su Cimoc e, nel 1996, su Penthouse Comix ha pubblicato "Dra, Dare". In Italia pubblica sulla rivista Skorpio storie brevi autoconclusive della serie Private Eye e la serie di ambientazione medievale Bri d'Alban; per la Sergio Bonelli Editore pubblica in Italia alcune storie della serie Tex;
Nel 2010 realizza i disegni della serie francese Héloïse de Montfort di ambientazione medioevale e sceneggiato da Richard Marazano, pubblicata in Italia da Editoriale Cosmo.
Per la Bonelli nel 2012 realizza anche una breve storia per Dylan Dog.

## Riconoscimenti
- Premio Yellow Kid al 20º Salone Internazionale dei Comics di Roma nel 1996[9][4]